# Olympiska sommarspelen 1952

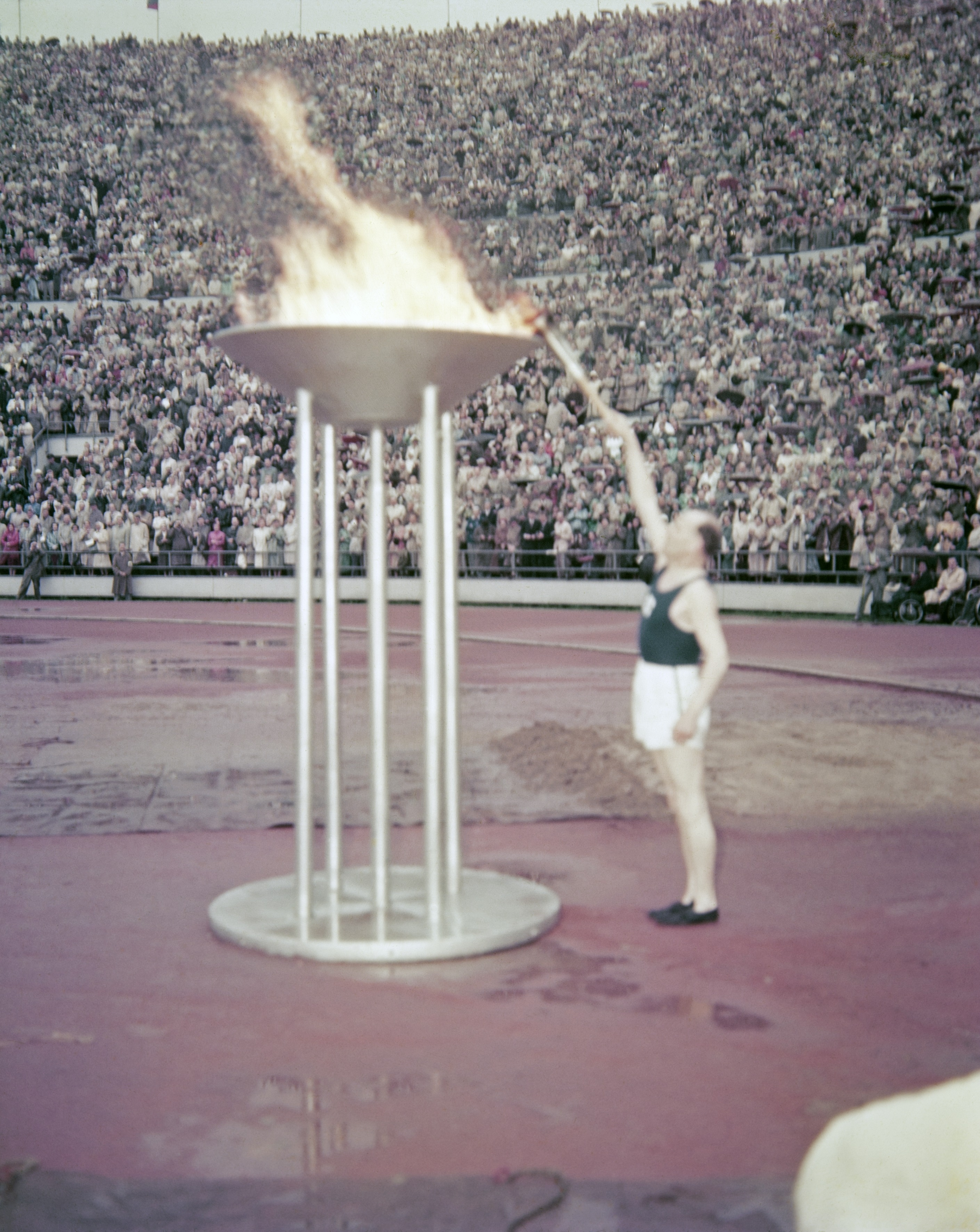
Paavo Nurmi och den olympiska elden.

Olympiska sommarspelen 1952 var de femtonde moderna olympiska spelen och hölls i Helsingfors i Finland mellan den 19 juli och den 3 augusti 1952. Tävlingarna hade cirka 1,4 miljoner åskådare. Huvudarena för tävlingarna var Helsingfors Olympiastadion.

## Anmärkningsvärda prestationer mm
- Till stor glädje för den finländska publiken tändes den olympiska elden av två ärrade kämpar, långdistanslöparna Paavo Nurmi och Hannes Kolehmainen.
- För första gången i olympiska spelens historia deltog en trupp från Sovjetunionen.
- Efter att ha varit utestängda från deltagande 1948 tilläts tyska idrottsutövare att åter tävla, men endast tävlande från Västtyskland och Saarland deltog.
- Reglerna i hästsporten hade nu ändrats så att också kvinnor fick deltaga, även underofficerare fick numera deltaga, tidigare hade dessa räknats som professionella. Lis Hartel från Danmark blev den första kvinnan som erövrade en medalj i en olympisk ryttartävling, genom att ta silver i dressyr. Hartels prestation var desto mer anmärkningsvärd, eftersom hon var förlamad från knäna och nedåt efter att ha drabbats av polio åtta år tidigare.
- Emil Zátopek, Tjeckoslovakien, erövrade tre guldmedaljer i långdistanslöpning. Hans hustru Dana Zátopková vann damernas spjuttävling.
- Bob Mathias från USA blev den förste att försvara sin titel i tiokamp.
- 1924 hade amerikanen Bill Havens blivit uttagen att representera USA i roddtävlingarnas åtta. Han avstod på grund av att hans hustru skulle nedkomma med deras förstfödde, som nu i stället tog hem en guldmedalj till familjen, Frank Havens i kanot C1 10 000 m.
- Jamaicas lag i friidrottens långa stafett 4 x 400 m, Arthur Wint, Leslie Laing, Herb McKenley och George Rhoden fick äntligen revansch. 1948 fick de bryta efter att Wint skadat sig på tredje sträckan. Nu var samma kvartett tillbaka och tog ett efterlängtat OS-guld.
- Svenske boxaren Ingemar Johansson blev diskvalificerad för "passiv boxning" i tungviktsfinalen mot hårtslående amerikanen Ed Sanders. Denne Sanders avled 12 december 1954 i sviterna efter de skador han fick i sin nionde boxningsmatch som proffs. Det skulle dröja 30 år innan Ingemar Johansson fick sin silvermedalj, vilket skedde 1982, då det hade upptäckts att IOK inte hade rätt att frånta en idrottare dennes medalj.[1]
- Trestegshopparen Arnoldo Devonish tog brons med ett hopp på 15.52. Han tog därmed Venezuelas första OS-medalj någonsin.
- Mal Whitfield vann sitt andra guld på 800 m, med exakt samma tid (1.49,2) som hann vann 1948.

## Sporter
| - Basket - Boxning - Brottning - Cykling - Fotboll - Friidrott - Fäktning |  | - Gymnastik - Kanotsport - Landhockey - Modern femkamp - Ridsport - Rodd |  | - Segling - Simhopp - Simning - Skytte - Tyngdlyftning - Vattenpolo |

## Medaljfördelning
| Plac. | Land            | Guld | Silver | Brons | Totalt antal medaljer |
| ----- | --------------- | ---- | ------ | ----- | --------------------- |
| 1     | USA             | 40   | 19     | 17    | 76                    |
| 2     | Sovjetunionen   | 22   | 30     | 19    | 71                    |
| 3     | Ungern          | 16   | 10     | 16    | 42                    |
| 4     | Sverige         | 12   | 13     | 10    | 35                    |
| 5     | Italien         | 8    | 9      | 4     | 21                    |
| 6     | Tjeckoslovakien | 7    | 3      | 3     | 13                    |
| 7     | Frankrike       | 6    | 6      | 6     | 18                    |
| 8     | Finland         | 6    | 3      | 13    | 22                    |
| 9     | Australien      | 6    | 2      | 3     | 11                    |
| 10    | Norge           | 3    | 2      | 0     | 5                     |

## Deltagande nationer
Totalt deltog 69 länder i spelen 1952. Bahamas, Kina, Guldkusten (nu Ghana), Guatemala, Hongkong, Indonesien, Israel, Nederländska Antillerna, Nigeria, Saarland, Sovjetunionen, Thailand och Vietnam debuterade vid dessa spel.
Tyskland och Japan fick återigen delta i spelen efter att inte bjudits in 1948 som en följd av andra världskriget. På grund av delningen av Tyskland så deltog Saarland som ett eget lag för första och sista gången. Det tyska laget bestod enbart av deltagare från Västtyskland då Östtyskland vägrade delta i ett gemensamt lag. Folkrepubliken Kinas delegation vann inga medaljer, eftersom de ankom för sent.
| | | | |
| - Argentina - Australien - Bahamas - Belgien - Bermuda - Brasilien - Brittiska Guyana - Bulgarien - Burma - Ceylon - Chile - Danmark - Egypten - Filippinerna - Finland - Frankrike - Grekland - Guatemala | - Guldkusten - Hongkong - Indien - Indonesien - Iran - Irland - Israel - Italien - Island - Jamaica - Japan - Jugoslavien - Kanada - Kina - Kuba - Libanon - Liechtenstein | - Luxemburg - Mexiko - Monaco - Nederländerna - Nederländska Antillerna - Nigeria - Norge - Nya Zeeland - Pakistan - Panama - Polen - Portugal - Puerto Rico - Rumänien - Saarland - Schweiz - Singapore | - Spanien - Sovjetunionen - Storbritannien - Sverige - Sydafrika - Sydkorea - Sydvietnam - Thailand - Tjeckoslovakien - Trinidad och Tobago - Tyskland - Turkiet - Ungern - Uruguay - USA - Venezuela - Österrike |